# Thomas-Morse XP-13 Viper
XP-13 Viper là một mẫu thử máy bay tiêm kích hai tầng cánh của Hoa Kỳ, do hãng Thomas-Morse Aircraft Corporation thiết kế chế tạo.

## Biến thể
XP-13
XP-13A
XP-14

## Quốc gia sử dụng

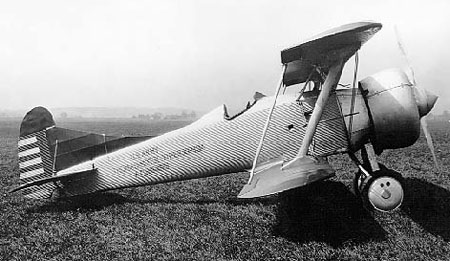
XP-13A lắp động cơ P&W.

United States
Cục Không quân Lục quân Hoa Kỳ

## Tính năng kỹ chiến thuật (XP-13)
Dữ liệu lấy từ "The Complete Book of Fighters" cover Editors: William Green & Gordon Swanborough (Barnes & Noble Books New York, 1998, ISBN 0-7607-0904-1), 608 pp.
Đặc điểm tổng quát
- Tổ lái: 1
- Chiều dài: 23 ft 6 in (7,16 m)
- Sải cánh: 28 ft 0 in (8,53 m)
- Chiều cao: 8 ft 5 in (2,56 m)
- Diện tích cánh: 189 ft² (17,6 m²)
- Trọng lượng rỗng: 2.262 lb (1.026 kg)
- Trọng lượng có tải: 3.256 lb (1.477 kg)
- Động cơ: 1 × Curtiss H-1640-1 Chieftain, 600 hp (448 kW)

 Hiệu suất bay 
- Vận tốc cực đại: 150 knot (172 mph, 277 km/h) (trên mực nước biển)
- Vận tốc hành trình: 113 knots (130 mph, 209 km/h [3])
- Tầm bay: 168 NM (193 mi, 312 km [3])
- Trần bay: 20.775 ft (6.300 m)
- Vận tốc leo cao: 1.700 ft/phút[3] (8,6 m/s)

Trang bị vũ khí

none